# Comuna Pui, Hunedoara
Pui (în maghiară: Puj, în germană: Hühnerdorf) este o comună în județul Hunedoara, Transilvania, România, formată din satele Băiești, Federi, Fizești, Galați, Hobița, Ohaba-Ponor, Ponor, Pui (reședința), Râu Bărbat, Rușor, Șerel și Uric.

## Istoric
În perioada istorică a României Mari, comuna Pui a fost sediul plasei omonime, plasa Pui, din județul interbelic Hunedoara, între anii 1918 și 1950, în timpul României Mari.

## Demografie
Componența etnică a comunei Pui
     Români (89,33%)
     Romi (1,25%)
     Alte etnii (0,14%)
     Necunoscută (9,29%)
Componența confesională a comunei Pui
     Ortodocși (83,51%)
     Penticostali (1,82%)
     Adventiști (1,77%)
     Alte religii (3,37%)
     Necunoscută (9,53%)
Conform recensământului efectuat în 2021, populația comunei Pui se ridică la 3.682 de locuitori, în scădere față de recensământul anterior din 2011, când fuseseră înregistrați 4.122 de locuitori. Majoritatea locuitorilor sunt români (89,33%), cu o minoritate de romi (1,25%), iar pentru 9,29% nu se cunoaște apartenența etnică. Din punct de vedere confesional, majoritatea locuitorilor sunt ortodocși (83,51%), cu minorități de penticostali (1,82%) și adventiști (1,77%), iar pentru 9,53% nu se cunoaște apartenența confesională.

## Politică și administrație
Comuna Pui este administrată de un primar și un consiliu local compus din 13 consilieri. Primarul, Ovidiu Ciolea[*], de la Partidul Național Liberal, este în funcție din 1 noiembrie 2024. Începând cu alegerile locale din 2024, consiliul local are următoarea componență pe partide politice:
|  | Partid                          | Consilieri | Componența Consiliului | Componența Consiliului | Componența Consiliului | Componența Consiliului | Componența Consiliului | Componența Consiliului |
|  | ------------------------------- | ---------- | ---------------------- | ---------------------- | ---------------------- | ---------------------- | ---------------------- | ---------------------- |
|  | Partidul Social Democrat        | 6          |                        |                        |                        |                        |                        |                        |
|  | Partidul Național Liberal       | 4          |                        |                        |                        |                        |                        |                        |
|  | Alianța pentru Unirea Românilor | 1          |                        |                        |                        |                        |                        |                        |
|  | Uniunea Salvați România         | 1          |                        |                        |                        |                        |                        |                        |
|  | Ciolea Ioan                     | 1          |                        |                        |                        |                        |                        |                        |

## Atracții turistice
- Biserica de lemn "Pogorârea Sfântului Duh" din satul Ponor, construcție secolul al XVIII-lea, monument istoric
- Biserica ortodoxă din satul Șerel, construcție 1896
- Sit-ul arheologic "Peștera Bordu Mare" din satul Ohaba-Ponor
- Rezervația naturală "Fânațele Pui" (13 ha)
- Rezervația naturală "Peștera Șura Mare" (5 ha)
- Rezervația naturală "Locul fosilifer Ohaba-Ponor" (10 ha)
- Parcul natural "Grădiștea Muncelului-Cioclovina"
- Case tradiționale țărănești din secolul al XIX-lea
- Castrul roman de la Râu Bărbat
- Moară de apă în satul Șerel